# Ichinoe (métro de Tokyo)
Ichinoe (一之江駅, Ichinoe-eki) est une station du métro de Tokyo sur la ligne Shinjuku dans l'arrondissement d'Edogawa à Tokyo. Elle est exploitée par le Bureau des Transports de la Métropole de Tokyo (Toei).

## Situation sur le réseau
La station Ichinoe est située au point kilométrique (PK) 17,5 de la ligne Shinjuku.

## Histoire
La station a été inaugurée le 14 septembre 1986.

## Services aux voyageurs

### Accès et accueil
La station est ouverte tous les jours.
En moyenne, 40 927 voyageurs ont fréquenté quotidiennement la station en 2015.

### Desserte
- Ligne Shinjuku :

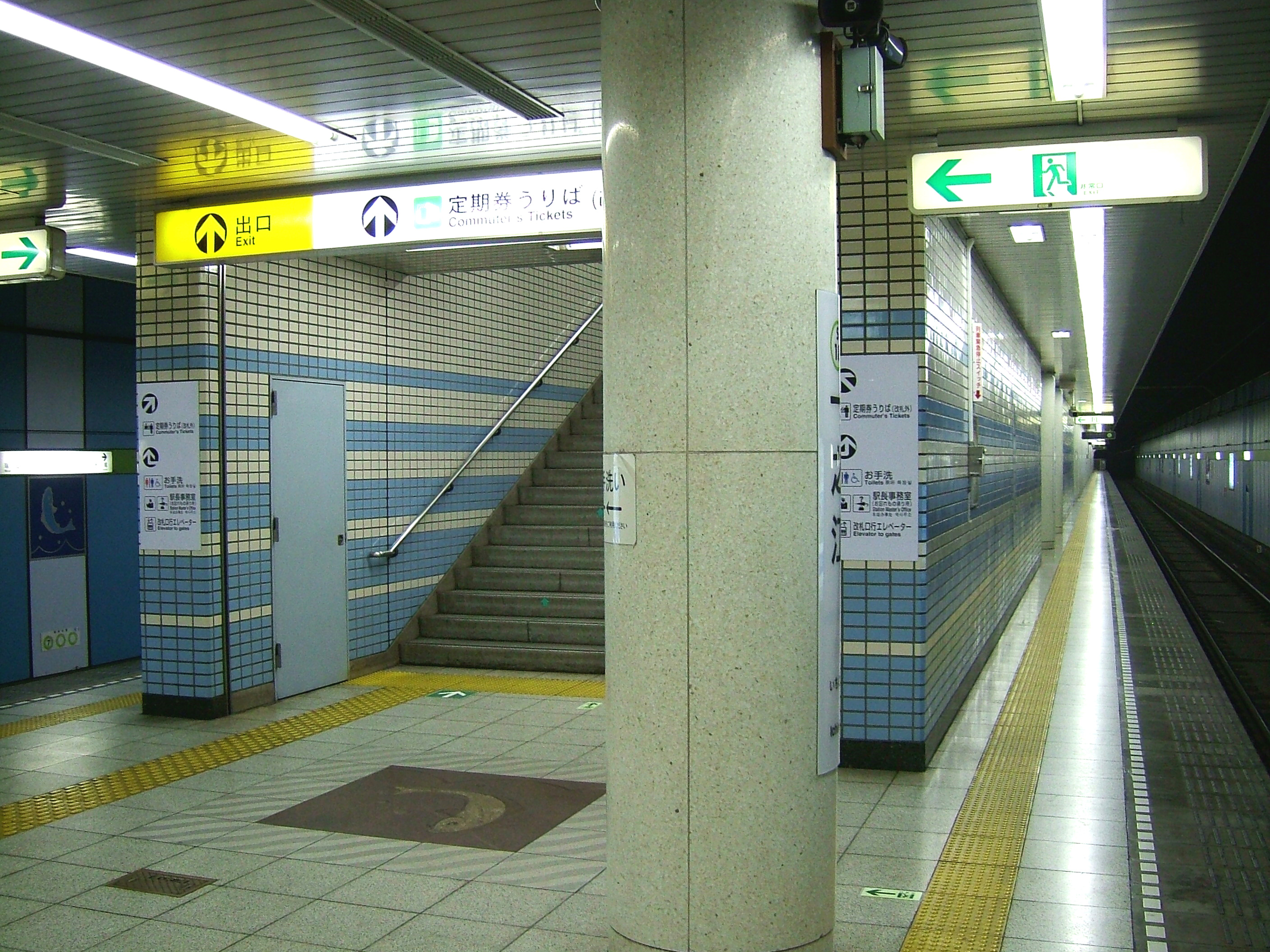
Les quais de la station

  - voie 1 : direction Shinjuku (interconnexion avec la ligne nouvelle Keiō pour Hashimoto et Takaosanguchi)
  - voie 2 : direction Motoyawata